# إرنستين لامبريكيه
إرنستين لامبريكيه (بالفرنسية: Ernestine de Lambriquet)‏ (31 يوليو 1778 - 31 ديسمبر 1813)؛ كانت الابنة المتبناه للملك لويس السادس عشر والملكة ماري أنطوانيت.

## السيرة الذاتية
ولدت ماري فلبين لامبريكيه في فرساي ابنة جاك لامبريكيه وماري فلبين نيوريت . بدأ والدها حياته المهنية في البلاط الملكي كخادم للكونت بروفانس. كانت والدتها خادمة في قصر فرساي. قيل إنها كانت تشبه لويس السادس عشر وابنته ماري تيريز، ولهذا السبب، اعتقدوا البعض بأنها الابنة الغير الشرعية للملك. كانت ثاني أكبر أبناء والديها الأربعة، لكنها كانت الوحيدة من إخوتها الذين تم تبنيهم من قبل العائلة المالكة. ومع ذلك، لا يوجد ما يشير إلى أنها كانت الابنة البيولوجية للملك، وهي شائعة حدثت فقط بسبب تشابهها لماري تيريز. عندما كانت طفلة صغيرة، اختارتها الملكة لتكون الرفيقة اليومية للأميرة ماري تيريز، وتقضي أيامها مع ماري تيريز منذ طفولتهما المبكرة، على الرغم من أنها عادت إلى منزلها في الليل لأسرتها البيولوجية.  لم يكن السماح للسيدة الملكية بشكل غير رسمي أن تكون الرفيقة في اللعب بهذه الطريقة عادة غير مألوفة في أوائل أوروبا الحديثة، واعتبرت ماري أنطوانيت ذلك أمرًا جيدًا لماري تيريز، حيث عُرفت ابنتها بأنها فخورة للغاية، وبحاجة إلى التواضع.

### التبني
بعد أن كانت صديقة للعائلة المالكة لسنوات، تم تبنيها رسميًا من قبل الزوجين الملكيين في 9 نوفمبر 1788، بعد وفاة والدتها، وحصل الملك على معاش تقاعدي قدره 12 ألف ليفر. أطلقت عليها ماري أنطوانيت اسم إرنستين من شخصية في رواية لماري جين ريكوبوني. نامت في نفس الغرفة مع ماري تيريز، مرتدية ملابسها نفسها، وتناولت نفس طعامها، وتعلمت معها حكام الملكات وعوملت بنفس الطريقة المادية.  لم يسمح الزوجان الملكيان لإرنستين فقط بمشاركة أشياء ماري تيريز، ولكن لوحظ أنهما دفعا فواتير عالية لنفقات إرنستين الشخصية، مثل عندما احتاج إرنستين إلى دروس إضافية في اللغة الإيطالية والجغرافيا. أمرت ماري أنطوانيت المربية الملكية بمعاملة إرنستين وماري تيريز بنفس الطريقة على انفراد، وتأكدت من أن الفتاتين تتناوبان على بعضهما البعض كما فعلت ماري تيريز مع أختها البيولوجية، لأن ماري تيريز كانت فخورة واعتقدت ماري أنطوانيت أنه سيكون درساً في التواضع أن يكون لديك أخت كان من المتوقع أن تعاملها على قدم المساواة. ومع ذلك، كان التبني مسألة خاصة بحتة: لم يُمنح إرنستين رسميًا رتبة أميرة ملكية، أو يُعاملوها كأميرة ملكية. كانت تُعرف في البلاط الملكي باسم الفتاة التي كانت دائمًا بصحبة ماري تيريز.  لم يكن هذا في الواقع أمرًا غير مألوف في أوروبا في هذه الفترة الزمنية، عندما كان الأطفال الملكيون يُمنحون أحيانًا أشقاء بالتبني كرفاق لهم في اللعب، وهو ما لم يتم الاعتراف به بأي حال من الأحوال في الحياة العامة.
أثناء الثورة الفرنسية، رافقت إرنستين العائلة المالكة من فرساي إلى قصر التويليري في باريس عام 1789. كما رافق والدها البيولوجي وشقيقاها البيولوجيان البلاط الملكي في باريس، لكنها عاشت مع العائلة المالكة وعائلتها البيولوجية كانت لا تزال أعضاء من الموظفين. في 4 أبريل 1790، ذهبت إرنستين وماري تيريز إلى حفلة معاً في كنيسة سان جيرمان ليكيروا في باريس، والذي كان حدثاً عاماً. لم ترافق إرنستين العائلة المالكة في الرحلة إلى فارين في يونيو 1791؛ تم إرسالها إلى والدها البيولوجي في البلاد، وعادت إلى التويليري عندما فشلت الرحلة وعادت العائلة المالكة إلى باريس. في 10 أغسطس 1792، أمرت ماري أنطوانيت المديرة الملكية الفرعية رينيه سوزان دي سوسي بإحضار إرنستين إلى بر الأمان. مررًا ميدان كاروسيل أمام القصر، غادرت دي سوسي لامبريكيه لتحضر مدرباً. عندما كانت بعيدة، ظن أحد المتمردين أن إرنستين هي ماري تيريز وألقى جثة أحد أفراد الحرس السويسري أمام قدميها، لكن صاحب متجر دافع عنها، معتقدًا أيضاً أنها ماري تيريز.

### الحياة اللاحقة
في عهد ماكسميليان روبسبيار، اعتنت بها عائلة والد دي سوسي، عائلة ماكاو. قبض على والدها البيولوجي جاك لامبريكيه في مارس وتم إعدامه في 9 يوليو 1794 بسبب علاقته مع لويس السادس عشر.
أعلن في 2 سبتمبر 1796 إرنستين لامبريكيه أنها مؤهلة لإدارة شؤونها الخاصة. تزوجت إرنستين لامبريكيه، تحت اسم ماري فلبين لامبريكيه، من أرمل يدعى جان تشارلز جيرمان بريمبان، وهو مالك في باريس في 7 ديسمبر 1810.
توفيت في 30 ديسمبر 1813، في منطقة سان دوني في باريس، عن عمر يناهز 35 عامًا. تسجل شهادة الوفاة أن والديها هما جاك لامبريكيه وماري فلبين نيوريت. لم يكن لديها أطفال.